# Heinrich Lindner
Heinrich Lindner, nemški general in vojaški veterinar, * 23. marec 1879, † 20. maj 1958.